# Compert Mongáin
Compert Mongáin ocus serc Duibe Lacha do Mongán ['kombʴeRt 'moŋgaːnʴ ogus ʃerg 'duvʴe 'Laxa do 'voŋgaːnʴ] („Mongáns Zeugung und Mongáns Liebe zu Dub Lacha“) lautet der vollständige Titel einer Erzählung aus dem Historischen Zyklus der keltischen Mythologie Irlands. Überliefert ist sie in frühneuirischer Sprache in einem Manuskript aus dem 15. Jahrhundert. Allerdings soll sie schon im verschollenen Lebor Dromma Snechta („Das Buch von Druim Snechta“) aufgezeichnet worden sein.

## Mongán
Mongán ['moŋgaːn] war ein historischer König aus dem 7. Jahrhundert, nach dessen Tod sich um seine Person einige Legenden entwickelten. Er wurde als Sohn des Meeresgottes Manannán mac Lir angesehen, der mit den Elfen in den Síde Kontakt habe. Auch hätte er sich in Tiergestalten verwandeln können. Die Sage Compert Mongáin ocus serc Duibe Lacha do Mongán ist eine spätere Zusammenfassung dieser Legenden.

## Inhalt
Der (manchmal den Túatha Dé Danann zugerechnete) Unsterbliche Manannán mac Lir hilft dem irischen König Fíachna Finn in einem Kampfe und fordert als Gegenleistung eine Nacht mit Fiachnas Gattin Cáintigern. Er nähert sich in der Gestalt des Königs und zeugt mit ihr Mongán („Mähnchen“). Dieser wird von seinem göttlichen Vater im Alter von drei Tagen entführt, wächst bei Manannán in der Anderswelt auf und lernt von ihm die magischen Künste.
In derselben Nacht wie Mongán wurde das Mädchen Dub Lacha [duv 'Laxa] geboren, in die er sich verliebt und die er auch heiratet. Durch ein unüberlegtes Versprechen als König von Ulster gebunden, muss er seine Gattin später dem König von Leinster überlassen, kann den Verlust jedoch nicht überwinden. Von seiner Liebe getrieben, wendet er schließlich seine bei Manannán gelernten magischen Fähigkeiten an und gewinnt sie wieder zurück.
In einigen traditionellen Erzählungen wird Mongán als der wiedergeborene Fionn mac Cumhaill angesehen. Er spielt auch eine Rolle in De chophur in da muccida („Vom Verwandeln [?] der beiden Schweinehirten“). Auch in Immram Brain („Brans Seefahrt“) wird eine Version der Geschichte von Mongáns Zeugung erzählt.